# Susong-dong
Susong-dong (koreanska: 수송동) är en stadsdel i staden Gunsan i provinsen Norra Jeolla i den sydvästra delen av Sydkorea, 180 km söder om huvudstaden Seoul.